# Nanti jezik
Nanti jezik (ISO 639-3: cox; kogapakori, cogapakori, kugapakori), jezik Nanti Indijanaca na gornjim tokovima rijeka Camisea i Timpia u Peruu. Pripada preandinskoj podskupini aravačkih jezika, a najbliži srodnik mu je machiguenga [mcb].
Nanti su jedno od nekontaktiranih plemena. Nazivaju ih i Cogapacori, a jezik premda je srodan s machiguenga, pleme Machiguenga ih ne smatra prijateljima. 480 govornika (2002 Michael).

## Vanjske poveznice
- Ethnologue (14th)
- Ethnologue (15th)